# Kurt Weidner (Rennrodler)
Kurt Weidner war ein deutscher Rennrodler.
In den Jahren 1932 und 1933 wurde er in Schreiberhau (heute Szklarska Poręba) Deutscher Meister im Rennrodeln. Im Doppelsitzer siegte er 1930 in Bad Harzburg, 1931 in Wiesbaden an der Hohen Wurzel und 1938 in Brückenberg (heute Karpacz), jeweils zusammen mit Martin Tietze.
Bei den Rennrodel-Europameisterschaften gewann er mit Tietze im Doppelsitzer 1935 in Krynica die Silbermedaille und 1937 in Oslo den Titel.